# Kinderen van morgen
Kinderen van morgen (Engels: Children of Tomorrow) is een sciencefictionroman uit 1970 van de Canadese schrijver A.E. van Vogt.

## Verhaal
Wanneer commandant John Lane na een tienjarige missie in de ruimte op Aarde terugkeert, vindt hij de tieners van Stateport City georganiseerd in "outfits". Dit zijn goed gedisciplineerde, niet-gewelddadige kleine bendes met hun eigen gebruiken en jargon. De rol van de ouders in de tieneropvoeding is minimaal geworden.
Johns 16-jarige dochter Susan behoort tot de "Red Cat Outfit". Het nieuwste lid van deze groep, Bud, is eigenlijk een spion voor de buitenaardse vloot die John in het geheim volgde bij zijn terugkeer naar de Aarde.